# Fête de l’escargot (Digoin)
De Fête de l'escargot (slakkenfeest) in Digoin is sinds 1989 een jaarlijks terugkerende slakkenfeest in het Franse Saône-et-Loire.
Gedurende drie dagen in het eerste weekend van augustus verandert de plaats in de "hoofdstad van de wijngaardslak". Er komen hier jaarlijks ruim 8000 bezoekers op af en er worden gedurende het festival meer dan honderdduizend slakken geconsumeerd.